# Sandalj
Sandalj (izvirno srbsko Сандаљ) je naselje v Srbiji, ki upravno spada pod Mesto Valjevo; slednja pa je del Kolubarskega upravnega okraja.
- Sandalj - panorama
- Sandalj - panorama
- Sandalj - panorama
- Sandalj - panorama
- Sandalj - panorama
- Sandalj - panorama
- Sandalj - panorama

## Demografija
V naselju živi 136 polnoletnih prebivalcev, pri čemer je njihova povprečna starost 50,1 let (49,7 pri moških in 50,4 pri ženskah). Naselje ima 52 gospodinjstev, pri čemer je povprečno število članov na gospodinjstvo 2,98.
To naselje je popolnoma srbsko (glede na rezultate popisa iz leta 2002), a v času zadnjih treh popisov je opazno zmanjšanje števila prebivalcev.
|  |

| Demografija | Demografija     | Demografija     |
| Leto        | Št. prebivalcev | Št. prebivalcev |
| ----------- | --------------- | --------------- |
|             |                 |                 |
|             |                 |                 |
|             |                 |                 |
|             |                 |                 |
| 1948        | 266             |                 |
| 1953        | 267             |                 |
| 1961        | 266             |                 |
| 1971        | 271             |                 |
| 1981        | 244             |                 |
| 1991        | 190             | 188             |
| 2002        | 158             | 155             |
|             |                 |                 |

| Etnična sestava po popisu iz leta 2002 | Etnična sestava po popisu iz leta 2002 | Etnična sestava po popisu iz leta 2002 | Etnična sestava po popisu iz leta 2002 | Etnična sestava po popisu iz leta 2002 |
| -------------------------------------- | -------------------------------------- | -------------------------------------- | -------------------------------------- | -------------------------------------- |
| Srbi                                   | Srbi                                   |                                        | 155                                    | 100,0%                                 |
| Neznano                                | Neznano                                |                                        | 0                                      | 0,0%                                   |